# 張淑民
張淑民（约1922年—1993年10月4日），黑龍江人，原為臺灣屏東縣屏東市的托兒所所長，後在屏東市創立屏東啟智教養院。

## 生平紀事
張淑民約1922年生，黑龍江人，學歷為黑龍江省齊齊哈爾女子師範學校，父親為東北地區的縣長。廿二歲時，她嫁給職業軍人劉珍，兩人一起移居臺灣，生六名子女。
1957年，張淑民考上國防部軍眷服務處及台灣省教育廳合辦的軍眷國校教員檢定考試，取得初級資格。她原在高雄縣小港鄉教書，為國小老師，丈夫則於台北市的國防部服務。
1961年9月13日，張淑民接替張夢蘭作屏東市立托兒所園長。1970年，一名屏東市立托兒工友遽逝，其太太與小孩皆智能障礙，於是張淑民接下孩童教養，開啟她與啟智兒憂喜共存的人生。她常在托兒所旁的中山公園看到有些啟智兒童夜半還在公園徘徊，於是就把這些小孩帶回來，安頓在所內。隨著收容者增加，來托兒的家長擔心這些啟智兒有傳染病，會影響他們孩子的健康，紛紛把孩子轉到其他托兒所、幼稚園去，於是幼兒人數從最多的九百人驟減到一百人左右。
雖然如此，張淑民對收容啟智兒的決心與日俱增，在1975年，獲准創辦低能殘障兒童教養部，收容南臺灣四縣市低能殘障的兒童。1981年時，她收容一名在屏東火車站走失的輕度智能不足的兒童，取名「劉宗保」。該年底，她結束托兒所工作，並賣掉台北市一棟三百七十多萬元的樓房，買下屏東市廣東路占地五百多坪的土地，成立屏東啟智教養院，蓋起餐廳、宿舍、廚房、遊樂場、教室等。
張淑民回憶，當時帶一群孩子穿過中山公園搬來廣東路現址，「像叫化子一樣」，那時一百公斤一袋的米只夠一天吃。和生市場排骨攤商鄭美玉，得知幾乎天天都來買卅多公斤排骨的張淑民是啟智兒院長後，就不再收錢。起初，張院長不好意思，只好繞道去別家買，但鄭女還打聽到院址，每周固定送排骨請孩子吃。其他經常半賣半送還有屏東市賣菜的簡順安、賣雞肉的楊新寬、賣饅頭的楊川山等。張淑民有時收到食物太多還會轉送給信望愛兒童之家，該院是由同樣是中國大陸來的王守信所創立。

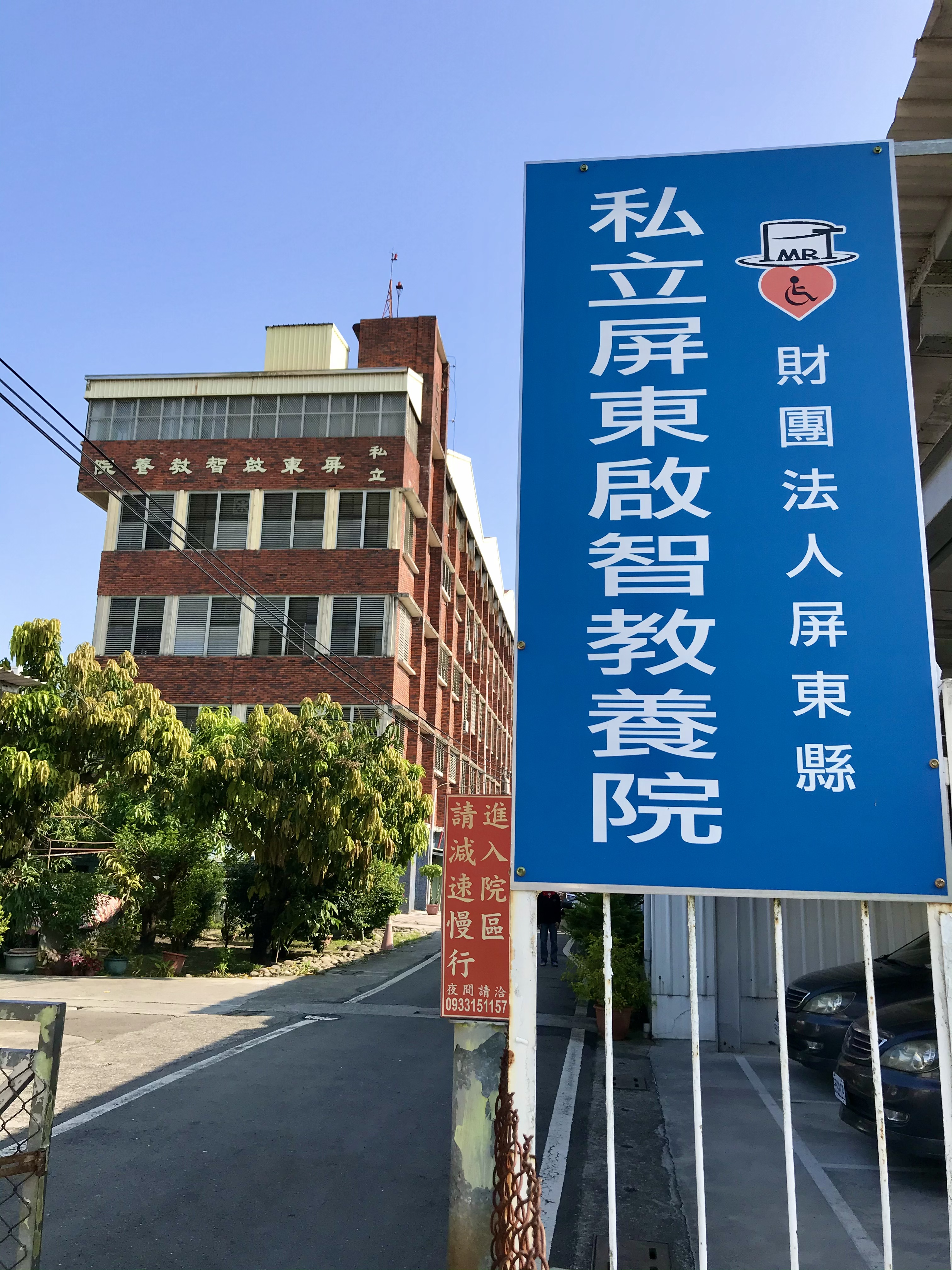
屏東啟智教養院

院童輕到多重智能都有。其中一對雙胞胎男孩是父母生了七名女兒才盼到的，家族高興地大擺滿月宴，請了幾乎全屏東市一半以上人，不料後來才發現這兩兄弟和正常孩子不一樣。還有的四兄弟先後一起進院，或一家三兄弟一起進來的。逢年過節，有親人的家屬都會來看望孩子，或帶孩子回家，不過人數並不多。所以張淑民一定準備大鞭炮、花燭、氣球及糖果、點心，讓孩子盡情玩樂，忘掉思家之苦。
1985年，張淑民成立財團法人，么兒劉正罡從軍中退役後，也加入母親的慈善事業。
《聯合報》記者莊佩玲的「有誰看到我的孩子?」系列報導中，1992年10月30日刊出一名柳姓攤商尋找1981年11月11日早上在新店市建國市場失蹤的九歲兒子。次月2日，屏東啟智教養院向兒童福利聯盟通報柳姓失蹤兒就在該院，於是3日清晨柳家夫婦就連夜南下確認。當天一早8時40分，家人團聚的柳家在教養院內夥伴再見聲中，回去新店。
至1993年時，屏東啟智教養院收容以由最初的十八名，增加到一百廿五名，年齡最大有五十七歲，最小的亦有十多歲。1993年10月19日，八十二年表揚好人好事籌備委員會公布張淑民、黎安德、玉吉芳等為好人好事代表。當年，張淑民領獎前就在10月4日心臟病發作去世。

## 外部連結
- 屏東啟智教養院的Facebook專頁